# Lezghiens

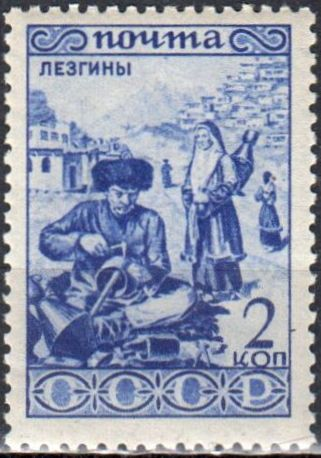
Lezghiens sur le timbre de l'Union soviétique de 1933.

Les Lezghiens constituent un groupe ethnique habitant principalement au sud du Daghestan et au nord-est de l’Azerbaïdjan. Ils parlent le lezghien.

## Population
Le nombre des Lezghiens en Russie atteint plus de 874 000 personnes selon les résultats du recensement de 2016 et plus de 480 000 personnes en Azerbaïdjan selon le recensement de 2016.
- Russie 873 722
  -  Daghestan 685 240
- Azerbaïdjan 480 300
- Turkménistan 16 000
- Ukraine 4 349
- Ouzbékistan 4 300
- Kazakhstan 3 481
- Kirghizistan 2 603
- Turquie 2 000–10000
- Biélorussie 404
- Lituanie 280
- Estonie 121
- Moldavie 74
- Géorgie 44

## Culture
- Lezginka (ou danse lezghienne)

## Personnalités
- Ikram Aliskerov (en) (1992- ), combattant russe (daghestanais) de MMA.